# Ольховка (Калінінградська область)
Ольховка (рос. Ольховка) — селище Гвардійського міського округу, Калінінградської області Росії. Входить до складу Зоринського сільського поселення.
Населення — 247 осіб (2015 рік).

## Населення
| 2002 | 2010 |
| ---- | ---- |
| 228  | ↗247 |